# Robert Milkins
Robert Milkins (Gloucester, 1976. március 6. –)  angol profi sznúkerjátékos Gloucesterből.

## Karrier
Milkins 1995-ben vált profivá, de kiesett a Main Tourról, amikor annak létszáma csökkent az 1996/1997-es sznúkerszezon után de visszatért egy év múlva a UK Tour-on keresztül. Négy szezonnyi szolid teljesítmény, egy-egy véletlen 2. körbe való kerülés után a 2002-es sznúker-világbajnokságon elérte a legjobb 16 körét, és az első kört a következő 3 évben.
A 2006-os sznúker-világbajnokságra való selejtező alatt történelmet írt egy 147-es breakkel, a Mark Selby elleni meccsén. Ő lett a 6. játékos, aki maximumot lökött a tornán, és az első aki a selejtezőkben lökte azt (az eredményéért 5000 £-t kapott, a főtáblán ez 147000 £-t ért volna). De vesztett Selby ellen a meccsen, ezzel ő lett a 2. játékos, aki a világbajnokságokon egy olyan meccsen veszített, ahol maximumot lökött, a másik Ronnie O’Sullivan volt Marco Fu ellen 2003-ban. Milkins egy másik 147-t is lökött Xiao Goudong ellen a 2012-es sznúker-világbajnokság selejtezőinek 4. körében, de most 10-4-re nyert. Egy elrontott végű 147-e is volt a tornán, de Mark Williams 10-1-re legyőzte őt egy maximummal az utolsó frémben.
2005-ben eljutott az Irish Masters elődöntőéig, de 9-8-ra kikapott Matthew Stevenstől.
Az utolsó selejtező körben vesztett a 2007-es sznúker-világbajnokság selejtezőiben, a 2. évben sorozatban (10-4-re Mark Allen ellen). 2008-ban nem jutott ilyen messzire, 10-4-re kapott ki Barry Pinchestől a 3. selejtezős körben.
a 2006-os Grand Prix-n csak ő és Ronnie O’Sullivan voltak akik megnyerték mind az 5 csoportmérkőzésüket, de Milkins vesztett a későbbi döntős Jamie Cope ellen 5-0-ra a 2. körben. A 2007/2008-as sznúkerszezon gyenge szezon volt Milkinsnek, visszacsúszott a világranglista 51. helyére.
Milkinsnek jó verseny volt a 2008-as Bahrain Championship. Miután belépett a legjobb 48 kiemelt közé a Premier League-ba korábban rendezett meccsekkel, nyert 2 selejtező mérkőzést mielőtt elérte a negyeddöntőket a helyszínen Michael Holt 5-4 arányú legyőzésével (Holt vezetett 3-0-ra).
Milkins a 2. elődöntőjét érte el karrierje során a 2012-es World Open alatt. A selejtezőn 5-1-re verte Sam Craigiet, és 5-0-ra Ryan Dayt. Szabadkártyás körre volt kötelezve a helyszínen, Haiku-ban, de legyőzte az amatőr Thanawat Thirapongpaiboont 5-3-ra. A főtábla első körében Stephen Maguire ellen játszott, de 5-3-ra győzött. Jin Longt győzte le 5-2-re, mielőtt a negyeddöntőben a négyszeres világbajnok John Higginst is legyőzte 5-3-ra. Habár Milkins elvesztette utóbbi 4 találkozóját Stephen Lee ellen 6-2-re, Milkins elismerte, hogy a játékszínvonala lecsökkent az előző meccsei óta. Milkins elérte a 2011-es Shanghai Masters 2. körét és a 2011-es UK Championship 1. körét. Ezen kívül lökött egy 147-t a 2012-es sznúker-világbajnokság selejtezői alatt. 36.-ként zárta a szezont.
Milkins a 2012/2013-as sznúkerszezont azzal kezdte, hogy selejtezett a 2012-es Wuxi Classicra, legyőzve Liu Chuangt és Ryan Dayt. A helyszínen túljutott a szabadkártyás körön, utána legyőzte Andrew Higginsont 5-3-ra, a világranglista 2. helyén álló Judd Trumpot 5-3-ra (3-1 volt Trumpnak), hogy elérje a negyeddöntőket, ahol 5-3-ra kapott ki a későbbi győztes Ricky Waldentől. Utána a 2012-es Australian Goldfields Open selejtezőiben, majd a következő 4 pontszerző 1. körében kapott ki. Megszakította a trendet a 2013-as Welsh Open-n, ahol 4-1-re verte Mark Williamst, és 4-2-re Sam Bairdt, mielőtt kikapott a negyeddöntőkben Ding Junhuitól 5-1-re. Milkins elérte a 2. kört a 2013-as World Open-en és a 2013-as China Open-en, amiken Mark Allen és Stuart Bingham ellen veszített.
Milkins a 41. helyen végzett a PTC sikerességi ranglistán, a top 26-n kívül (akiket a nagydöntőre behívtak). De ott volt a döntőben, mert az APTC-ken jól teljesített ahhoz, hogy selejtezze magát oda. 4-2-re vesztett Anthony McGill ellen az első körben. Milkins selejtezett a 2013-as sznúker-világbajnokságra, ahol a 6-szoros döntős Jimmy Whitet győzte le 10-5-re. Milkinsnek a 2010-es világbajnok és világranglista 2. helyén álló Neil Robertson ellen kellett játszania. 10-8-ra legyőzte őt, 5-2-ről fordítva, és elérte karrierje legjobb eredményét. Ám a 2. körben szembetalálta magát Ricky Waldennel, aki 9-3-ra vezetett ellene. De visszatámadott, és feljött 11-10-re, de még mindig nem vezetett. Itt azonban Walden összekapta magát, és nyert még 2 framet és bejutott a negyeddöntőkbe 13-11-es győzelemmel Milkins felett. Ebben a sikeres szezonban 18 helyet jött előre, és 18.-ként zárta a szezont, ez élete legjobbja.

## Magánélet
Először Milkinsnek problémái voltak az adósságokkal, a motivációhiánnyal és az alkoholfüggőségtől. Most azonban 2 gyerek apja, és az edzője az 1979-es világbajnok Terry Griffiths.

## Győzelmek

### Nem pontszerző
- 2009-es Pro Challenge Series - 3. verseny

## Fordítás
Ez a szócikk részben vagy egészben  a   Robert Milkins című angol nyelvű Wikipédia-szócikk fordításán alapul.  Az eredeti cikk szerkesztőit annak laptörténete sorolja fel. Ez a jelzés csupán a megfogalmazás eredetét és a szerzői jogokat jelzi, nem szolgál a cikkben szereplő információk forrásmegjelöléseként.